# Cenira
Cenira Sampaio Pereira do Prado (sinh ngày 12 tháng 2 năm 1965), thường được gọi là Cenira, là một cầu thủ bóng đá người Brazil từng chơi trong vị trí tiền vệ tấn công hoặc cầu thủ kiến tạo cho đội tuyển bóng đá nữ quốc gia Brazil.

## Sự nghiệp
Cenira là một người chơi hàng đầu tại EC Radar khi bà còn là một thiếu niên. Sau khi bắt đầu sự nghiệp của mình tại Madureira và sau khi nộp một bản hồ sơ ngắn với Flamengo, bà chuyển đến Radar và ghi 34 bàn vào năm 1984. Năm 1987, Cenira trở về với sự ra đời của đứa con đầu tiên, Guilherme, ký hợp đồng chuyên nghiệp cho đội bóng đá nữ mới mang tên Vasco da Gama. Bà bỏ lỡ hành trình cùng với đội bóng Radar đến Giải đấu Chào mời Bóng đá Nữ năm 1988 tại Quảng Đông, nơi họ đại diện cho Brazil và đứng ở vị trí thứ ba.
Trong Cúp bóng đá nữ thế giới Cenira năm 1991, bà có mặt trong cả ba trận đấu của đội; là một thành viên dự bị trong chiến thắng 1–0 trước Nhật Bản và chơi 80 phút đầy đủ trong các trận thua với Hoa Kỳ (0–5) và Thụy Điển (0–2).
Đội tuyển bóng đá nữ Brazil đã không chơi một trận đấu khác trong hơn ba năm, cho đến khi nhận được sự tài trợ từ tinh bột ngô Maizena cho phép họ chơi trong giải vô địch bóng đá nữ Nam Mỹ năm 1995. Cenira là đội trưởng của đội và là cầu thủ đã kết hôn duy nhất, được xem như là người mẹ của đội. Bà giữ băng đội trưởng tại Giải vô địch bóng đá nữ thế giới 2015 được tổ chức tại Thụy Điển.